# 1998-as Formula–1 brazil nagydíj
A brazil nagydíj volt az 1998-as Formula–1 világbajnokság második futama.

## Futam
| Helyezés | #  | Versenyző             | Csapat/Motor        | Futott körök | Idő/Kiesés oka  | Rajthely | Pontszám |
| -------- | -- | --------------------- | ------------------- | ------------ | --------------- | -------- | -------- |
| 1        | 8  | Mika Häkkinen         | McLaren-Mercedes    | 72           | 1'37:12,2       | 1        | 10       |
| 2        | 7  | David Coulthard       | McLaren-Mercedes    | 72           | +1,102          | 2        | 6        |
| 3        | 3  | Michael Schumacher    | Ferrari             | 72           | +1:00,550       | 4        | 4        |
| 4        | 6  | Alexander Wurz        | Benetton-Playlife   | 72           | +1:07,453       | 5        | 3        |
| 5        | 2  | Heinz-Harald Frentzen | Williams-Mecachrome | 71           | +1 kör          | 3        | 2        |
| 6        | 5  | Giancarlo Fisichella  | Benetton-Playlife   | 71           | +1 kör          | 7        | 1        |
| 7        | 1  | Jacques Villeneuve    | Williams-Mecachrome | 71           | +1 kör          | 10       |          |
| 8        | 4  | Eddie Irvine          | Ferrari             | 71           | +1 kör          | 6        |          |
| 9        | 14 | Jean Alesi            | Sauber-Petronas     | 71           | +1 kör          | 15       |          |
| 10       | 19 | Jan Magnussen         | Stewart-Ford        | 70           | +2 kör          | 16       |          |
| 11       | 15 | Johnny Herbert        | Sauber-Petronas     | 67           | Fizikai állapot | 14       |          |
| Kizárva  | 9  | Damon Hill            | Jordan-Mugen-Honda  | 70           | Kizárva         | 11       |          |
| Kiesett  | 11 | Olivier Panis         | Prost-Peugeot       | 63           | Motorhiba       | 9        |          |
| Kiesett  | 18 | Rubens Barrichello    | Stewart-Ford        | 56           | Váltó           | 13       |          |
| Kiesett  | 20 | Ricardo Rosset        | Tyrrell-Ford        | 52           | Váltó           | 21       |          |
| Kiesett  | 23 | Esteban Tuero         | Minardi-Ford        | 44           | Gázadagoló      | 19       |          |
| Kiesett  | 16 | Pedro Diniz           | Arrows              | 26           | Váltó           | 22       |          |
| Kiesett  | 21 | Takagi Toranoszuke    | Tyrrell-Ford        | 19           | Motorhiba       | 17       |          |
| Kiesett  | 17 | Mika Salo             | Arrows              | 18           | Motorhiba       | 20       |          |
| Kiesett  | 12 | Jarno Trulli          | Prost-Peugeot       | 17           | Benzinpumpa     | 12       |          |
| Kiesett  | 22 | Nakano Sindzsi        | Minardi-Ford        | 3            | Kicsúszás       | 18       |          |
| Kiesett  | 10 | Ralf Schumacher       | Jordan-Mugen-Honda  | 0            | Kicsúszás       | 8        |          |

## A világbajnokság élmezőnyének állása a verseny után
| H  | Versenyzők            | Pont | H  | Konstruktőrök       | Pont |
| -- | --------------------- | ---- | -- | ------------------- | ---- |
| 1. | Mika Häkkinen         | 20   | 1. | McLaren-Mercedes    | 32   |
| 2. | David Coulthard       | 12   | 2. | Williams-Mecachrome | 8    |
| 3. | Heinz-Harald Frentzen | 6    | 3. | Ferrari             | 7    |
| 4. | Michael Schumacher    | 4    | 4. | Benetton-Playlife   | 4    |
| 5. | Eddie Irvine          | 3    | 5. | Sauber-Petronas     | 1    |

### Statisztikák
Vezető helyen: Mika Häkkinen 72 (1-72)
Mika Häkkinen 3. győzelme, 3. pole-pozíciója, 3. leggyorsabb köre, 2. mesterhármasa (gy, pp, lk)
- McLaren 109. győzelme.